# Mosna dizalica
Mosna dizalica ili mosni granik (prema njem. Kranich: ždral) je vrsta dizalice koja ima nosivu metalnu konstrukciju u obliku mosta koji se kreće duž tvorničke zgrade (hale) po stazama (obično tračnice) postavljenim ispod stropa.

## Objašnjenje
Mosna dizalica služi uglavnom za prijenos (transport) sipkog materijala i predmeta unutar industrijskih pogona, za premetanje materijala i predmeta u skladištima, za prijenos u radionicama i montažnim zgradama (halama), te za utovar i istovar željezničkih vagona i kamiona. 
Mosna dizalica sastoji se od mosta (nosiva metalna konstrukcija), vitla, strojnih sklopova i električnih uređaja. Na glavnim nosačima mosne dizalice smještene su tračnice vitla dizalice. Krajevi glavnih nosača kruto su vezani na poprečne nosače u kojima su smješteni vozni kotači dizalice. Obično je samo polovica tih kotača vezana na pogonski mehanizam za vožnju. To su pogonski kotači, a ostali su slobodni kotači dizalice.   
Mostovi dizalice male nosivosti obično imaju samo jedan glavni nosač izrađen od valjanog čelika s profilom u obliku slova "I". Po donjoj prirubnici nosača kreće se vitlo s električnim čekrkom. Izrada je glavnih nosača od valjanih profila jednostavna i jeftina, pa se valjani nosači primjenjuju svuda gdje god je moguće, iako im je težina razmjerno velika. Dizalice s takvim mostovima upotrebljavaju se za nosivost do 6,3 tone (korisna masa na kuki) i za raspone do 25 metara. Za raspone veće od 12 metara nisu baš prikladni zbog velikih mosnih progiba. Mostovi dizalice većih nosivosti obično imaju 2 glavna nosača, koji su napravljeni kao rešetkasti ili kao punostjeni nosači. Punostjeni nosači mogu biti valjani profili, punostjeni zavareni ili zakovani nosači i kutijasti nosači. Dizalice s kutijastim nosačima grade se od dva nosača, a u posljednje vrijeme i od samo jednog nosača. Prednosti su dizalice s jednim nosačem: manja masa dizalice, manji troškovi izrade i jednostavnije održavanje. Oni se za manje nosivosti dosta rado primjenjuju unatoč složenijoj izradi vitla. Dizalice s jednim nosačem prikladni su za raspone do 40 metara i za nosivosti do 100 tona.    
Nosive čelične konstrukcije dizalice (to su mostovi mosnih dizalica) vrlo su visoko napregnute. Zbog toga u mnogim zemljama već odavno postoje upute ili propisi prema kojima se određuju opterećenja, dopuštena naprezanja, potrebni dokazi čvrstoće i tako dalje. Glavni i poprečni nosači mosne dizalice izrađuju se od čelika, a u posljednje vrijeme i od aluminija (ustvari aluminijskih legura kao na primjer silumin). Tada se aluminijski profili zavaruju s aluminijskim limovima u krute veze. Zbog manje specifične težine (gustoće) aluminija, nosiva aluminijska konstrukcija dizalice omogućuje gradnju lakših tvorničkih zgrada (hala), sa slabijim nosačima pruga dizalice, s tanjim nosivim stupovima i lakšim temeljima. Potrošak električne energije za pogon takvih dizalica također je manji, jer su lakši pa mogu imati pogonske motore manjih snaga, a nije potrebno ni antikorozivno bojenje aluminijske konstrukcije. Međutim, da bi se postigla ista krutost aluminijskih nosača kao čeličnih, aluminijski nosači moraju imati veću visinu, jer aluminij ima manji modul elastičnosti nego čelik.
Veoma je važno da se mosna dizalica ispravno kreće po pruzi, to jest treba osigurati da se dizalica u vožnji ne upopriječi. Grebeni zavoja (bandaža) kotača upopriječene dizalice stružu o stranice tračnica, a stranice glavina kotača o stranice poprečnih nosača dizalice, pa se povećava trenje, a time i dodatni otpori u vožnji i trošenje bandaža kotača i tračnica. Da bi se to izbjeglo, potrebno je, među ostalima, ispravno postaviti prugu dizalice, izraditi sve kotače dizalice jednakog promjera i s jednakom tvrdoćom bandaže da trošenjem ne nastanu razlike među promjerima kotača. Osim toga, potrebno je osigurati istodobno pokretanje kotača na objema stranama dizalice.    
Mosne dizalice pretežno imaju pogon elektromotorima. U novijim konstrukcijama primjenjuju se i hidraulički motori za vožnju i dizanje. 
Mosne dizalice danas se grade u veoma mnogo različitih izvedbi s obzirom na konstrukciju, nosivost, visinu dizanja, brzinu dizanja i brzinu vožnje. Nosivost mosnih dizalica, to jest dopuštena maksimalna korisna masa na kuki dizalice, najčešće iznosi od 3,2 do 50 tona, a ponekad i do 500 tona. Visine su dizanja pretežno od 8 do 16 metara, ali mogu biti i niže i mnogo više. Uobičajene su brzine od 0,03 do 0,5 m/s za dizanje, od 0,25 do 1 m/s za vožnju vitla i od 0,4 do 1,6 m/s za vožnju dizalice. 
S obzirom na različite predmete koje trebaju dizati, mosne dizalice imaju i različita sredstva za prihvaćanje tereta kao što su kuke, zahvatači, elektromagneti, kliješta, stezaljke i slično.
Između dvije ili više tvorničkih zgrada (hala) smještenih jedna pokraj druge, prijenos je mosnim dizalicama prilično otežan, jer jedna mosna dizalica ne može odložiti teret u drugu zgradu. To se obično provodi tako da se teret odloži na vagonet s platformom, pa se vagonet po tračnicama ili po podu ugura u susjednu halu. Druga je mogućnost da dizalica ima okretno vitlo s dohvatnikom pomoću kojeg se može unijeti teret u susjednu zgradu. Postoji, osim toga, mogućnost da se zgrade s mosnim dizalicama povežu na jednom ili na oba kraja s poprečnom zgradom u kojoj je mosna dizalica postavljen na veću visinu. Dizalice uzdužnih zgrada ulaze u prostor poprečne zgrade po produženoj stazi dizalice. U tvornicama strojeva to osigurava dobar protok materijala.

## Vanjske poveznice
|  | Zajednički poslužitelj ima još gradiva o temi Mosna dizalica |